# Университет Тимора
Университет Тимора (индон. Universitas Timor, сокращённо Unimor) — индонезийский государственный университет в западной части острова Тимор, относящейся к провинции Восточная Нуса-Тенгара. Находится в населённом пункте Кефаменану, расположенном в округе Северный Центральный Тимор. Как государственный университет, Unimor частично принимает студентов через систему SNMPTN, принятую по всей стране. Это один из двух государственных университетов в индонезийской части острова, второй — Университет Нуса Сендана.
После обретения Восточным Тимором независимости и исхода оттуда индонезийских граждан (многие переселились в Кефаменану) преподаватели, ранее работавшие в Университете Тимор-Тимур, основали университет в 2000 году на участке земли площадью 40 гектаров, подаренном местным советом, и на средства в размере 2 миллиарда рупий от центрального правительства. Первоначально это был частный университет, но примерно с 2010 года его пытались национализировать, а после нескольких отказов он официально стал государственным университетом в 2014 году.
Расположенный примерно в 200 км к западу от столицы провинции Купанг, университет находится недалеко от границы с Восточным Тимором и принимает студентов в том числе и из этой страны. В 2017 году, по данным Университета, в нём учились 6000 восточнотиморских студентов. По состоянию на 2017 год институт входит в четвёртый кластер — самый низкий уровень — среди других высших учебных заведений Индонезии.